# Francis de Bourguignon
Francis de Bourguignon (Brussel, 29 mei 1890 - aldaar, 11 april 1961) was een Belgisch componist, muziekpedagoog en muziekcriticus.

## Levensloop
Hij studeerde aan het Koninklijke Muziek-Conservatorium te Brussel bij Gustave Léon Huberti, Paulin Marchand, Léon Dubois en Edgar Tinel.
Verder deed hij privé-studies voor piano bij Arthur De Greef. Daarna was hij ook assistent van De Greef.
Van 1915 t/m 1920 was hij assistent en partner van Nellie Melba. Samen concerteerden zij door heel Europa en ook door de Verenigde Staten van Amerika. Nadat hij aansluitend alleen op 6 wereld-concert-reizen was bleef hij in Brussel. Daar studeerde hij nog compositie bij Paul Gilson en werd lid van de groep De Synthetisten. Hij was ook professor voor harmonieleer en contrapunt aan het Koninklijk Muziek-Conservatorium te Brussel en docent voor de gelijke vakken aan de Muziekacademie van Anderlecht. Verder werkte hij als muziek-criticus.

## Composities

### Werken voor orkest
- 1927 Dans l'île de Pinang op. 13 voor (klein) orkest
- 1927 En Floride op. 23 voor klein orkest
- 1927 Concertino op. 25 voor piano en symfonieorkest
- 1928 Deux esquisses sud-américaines op. 26 voor orkest
- 1928 La mort d'Orphée op. 29 voor orkest
- 1929 Le jazz vainqueur op. 33 voor orkest
- 1929 Fête populaire op. 34/B voor orkest
- 1934 L'éloge de la folie op. 45 voor groot orkest
- 1934 Symphonie op. 42 voor orkest
- 1936 Oiseaux de nuit op. 47 voor groot orkest
- 1938 Fantaisie sur 2 motifs d'Eugène Ysaÿe op. 57 voor piano en orkest
- 1939 Sinfonietta op. 62 voor klein orkest
- 1940 Suite op. 67 voor altviool en orkest
- 1942 Allegro giocoso op. 75 voor orkest
- 1943 Recuerdos op. 79 voor groot orkest
- 1944 Concerto grosso op. 82 voor orkest
- 1947 Concerto op. 86 voor viool en orkest
- 1949 Concerto op. 89 voor piano en orkest
- 1952 Jannah op. 96 voor orkest
- 1952 Concertino op. 99 voor piano en orkest
- 1953 Concertino op. 101 voor twee piano's en orkest
- 1955 Deux poèmes de Norge op. 103 voor sopraan en orkest
- 1955 Deux poèmes d'Armand Bernier op. 106 voor sopraan en orkest - tekst: Armand Bernier

### Werken voor harmonieorkest
- 1927 Concertino, voor piano en harmonieorkest, op. 25
  1. Allegro moderato
  2. Très lent
  3. Allegro
- 1951 Récitatif et ronde, voor trompet en harmonieorkest, op. 94

### Muziektheater
- 1929 Tradimento, opera, op. 35 - Libretto: Eliane Van Damme
- 1937 Le Mauvais Pari

### Werken voor de omroep en televisie
- 1936 Congo op. 46 - teksten: Paul Werrie

### Vocaalmuziek en koorwerken en orkest of instrumenten
- 1926 L'offrande à l'infidèle I op. 16 voor sopraan, viool solo en strijkorkest - tekst: Georges Bonneau
- 1928 Il pleut op. 28 voor sopraan en orkest - tekst: Francis Carco
- 1929 Le chant de Sabia op. 34/A voor mezzosopraan en orkest - tekst: Geo Libbrecht
- 1937 Le mauvais pari op. 51 voor soli en orkest - tekst: Roger Avermaete
- 1945 La nuit op. 83 voor recitant, soli, gemengde koren en orkest - teksten: Raymond Gérôme
- 1959 Floris l'Incomparable op. 110 voor soli, koor en orkest - teksten: Francis Walder